# Braunau TG
| TG ist das Kürzel für den Kanton Thurgau in der Schweiz. Es wird verwendet, um Verwechslungen mit anderen Einträgen des Namens Braunau zu vermeiden. |

Braunau, schweizerdeutsch Brunau, ist eine politische Gemeinde und eine Ortschaft im Bezirk Münchwilen des Schweizer Kantons Thurgau.
Die Ortsgemeinde Braunau wurde 1999 von der Munizipalgemeinde Tobel abgetrennt und in die politische Gemeinde Braunau umgewandelt. Gleichzeitig vereinigten sich die verbleibenden Ortsgemeinden Tägerschen und Tobel zur politischen Gemeinde Tobel-Tägerschen.

## Geographie
Braunau liegt auf einer kleinen Passhöhe im Süden des Kantons Thurgau, dem sogenannten Hinterthurgau oder Tannzapfenland, eingebettet zwischen dem Bruunauer Bärg und der Brunauer Hööchi. Zu Braunau gehören die Orte Beckingen, Hittingen und Oberhausen und 17 Weiler. Nördlich der Kerngemeinde Braunau durchfliesst der Hartenauer Bach, ein Zufluss der Lauche, von Ost nach West das Gemeindegebiet. Gegen Süden wird Braunau vom Maugwilerbach durch das Wisetaal in Richtung Bronschhofen entwässert.
Braunau liegt auf einer Höhe von 669 m ü. M., wobei der höchste Punkt der Gemeinde bei 772 und der tiefste bei 598 m ü. M. liegt. Die Landschaft ist geprägt durch Hochstammobstbäume und viele Hecken.

## Geschichte

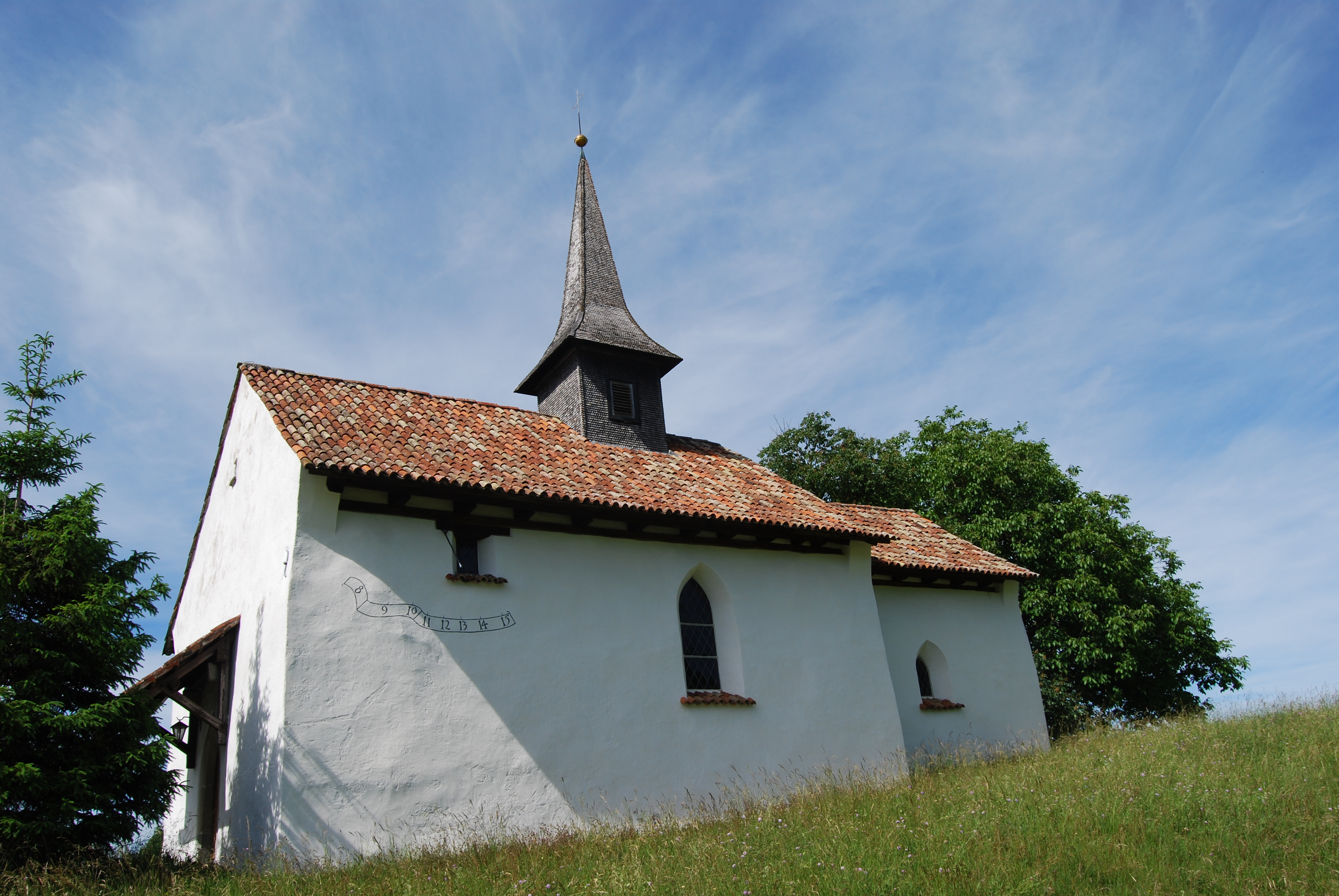
Die St.-Michaels-Kapelle dürfte aus dem 13. oder 14. Jahrhundert stammen.

Braunau wurde wahrscheinlich im Jahre 762 als Pramacunauia erstmals erwähnt. Nach 762 gehörte das Gebiet um Braunau mehrheitlich zur Grundherrschaft des Klosters St. Gallen und kam mit den Gerichtsrechten vermutlich über die Toggenburger und deren Dienstleute zu Heitnau und ab 1228 sukzessive an die Johanniterkomturei Tobel. Deren Herrschaft Tobel unterstand es bis 1798.
Ursprünglich war Braunau nach Affeltrangen kirchgenössig, die St.-Michaels-Kapelle gehörte jedoch bereits vor 1228 zur Pfarrei Märwil. 1529 Reformation. Die verbliebenen Katholiken waren nach Tobel kirchgenössig – wobei sich in Braunau eine Kapelle befindet, die Reformierten nach Märwil. 1806 bis 1807 erfolgte der Bau der Kirche. 1810 löste sich Braunau kirchlich von Märwil ab und wurde 1861 eine Kirchgemeinde mit Pfarrwahlrecht.
Die Offnung von 1519 regelte den Alltag im Dorf. Der Getreidebau wurde in drei Zelgen betrieben. In der Mitte des 19. Jahrhunderts erfolgte die Umstellung auf Vieh- und Milchwirtschaft mit Käsereien und auf Obstbau. Im frühen 19. Jahrhundert spielte die Kattun- und Leinenweberei als Hausindustrie eine Rolle. Seit ca. 1895 besteht ein Holzbaugeschäft mit Zimmerei und Sägerei.

## Wappen
Blasonierung:  Geviert von Gold und Rot.
Das Wappen der früheren Ortsgemeinde und der politischen Gemeinde Braunau wurde von den Herren von Heitnau, deren Burg auf dem Gemeindegebiet lag, übernommen.

## Bevölkerung
| Hier fehlt eine Grafik, die leider im Moment aus technischen Gründen nicht angezeigt werden kann. Wir arbeiten daran! |

| Jahr      | 1634    | 1850 | 1880 | 1900 | 1930 | 1950 | 1980 | 2000 | 2010 | 2018 | 2023 |
| Einwohner | ca. 300 | 687  | 594  | 550  | 554  | 547  | 459  | 661  | 685  | 778  | 858  |

Von den insgesamt 858 Einwohnern der Gemeinde Braunau am 31. Dezember 2023 waren 95 bzw. 11,1 % ausländische Staatsbürger. 258 (30,1 %) waren evangelisch-reformiert und 256 (29,8 %) römisch-katholisch.
Im Jahr 2010 verteilten sich 685 Einwohner auf 267 Haushalte. 33 Personen waren als Landwirte tätig.

## Wirtschaft
Im Jahr 2016 bot Braunau 181 Personen Arbeit (umgerechnet auf Vollzeitstellen). Davon waren 34,8 % in der Land- und Forstwirtschaft, 16,1 % in Industrie, Gewerbe und Bau sowie 49,1 % im Dienstleistungssektor tätig.
Die Gemeinde Braunau ist geprägt durch die vielen Landwirtschaftsbetriebe. Wegen der Höhenlage und des Klimas ist der Ackerbau nur beschränkt möglich. Eine gewisse Bedeutung hat der Obstbau mit hochstämmigen Äpfel-, Birnen-, Zwetschgen- und Kirschbäumen.

## Sehenswürdigkeiten
Der Bau der katholische Kapelle St. Michael wird aufgrund der Glocken im 13. oder 14. Jahrhundert vermutet. Die evangelische Kirche entstand in den Jahren 1806/1807. Als Wahrzeichen gilt eine über 300 Jahre alte Eiche, die in Ueterschen am Waldrand steht.

## Bilder

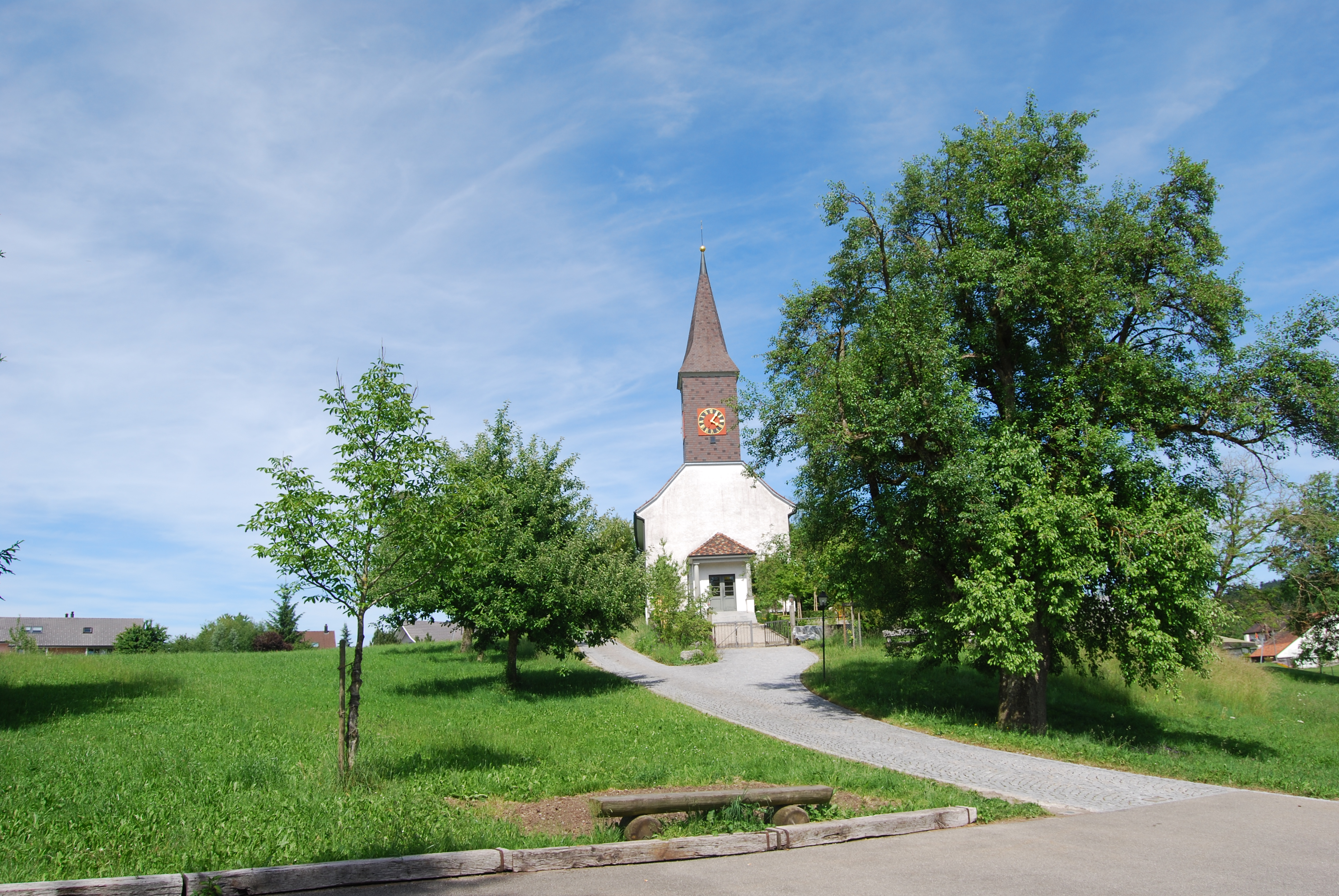
Evangelische Kirche
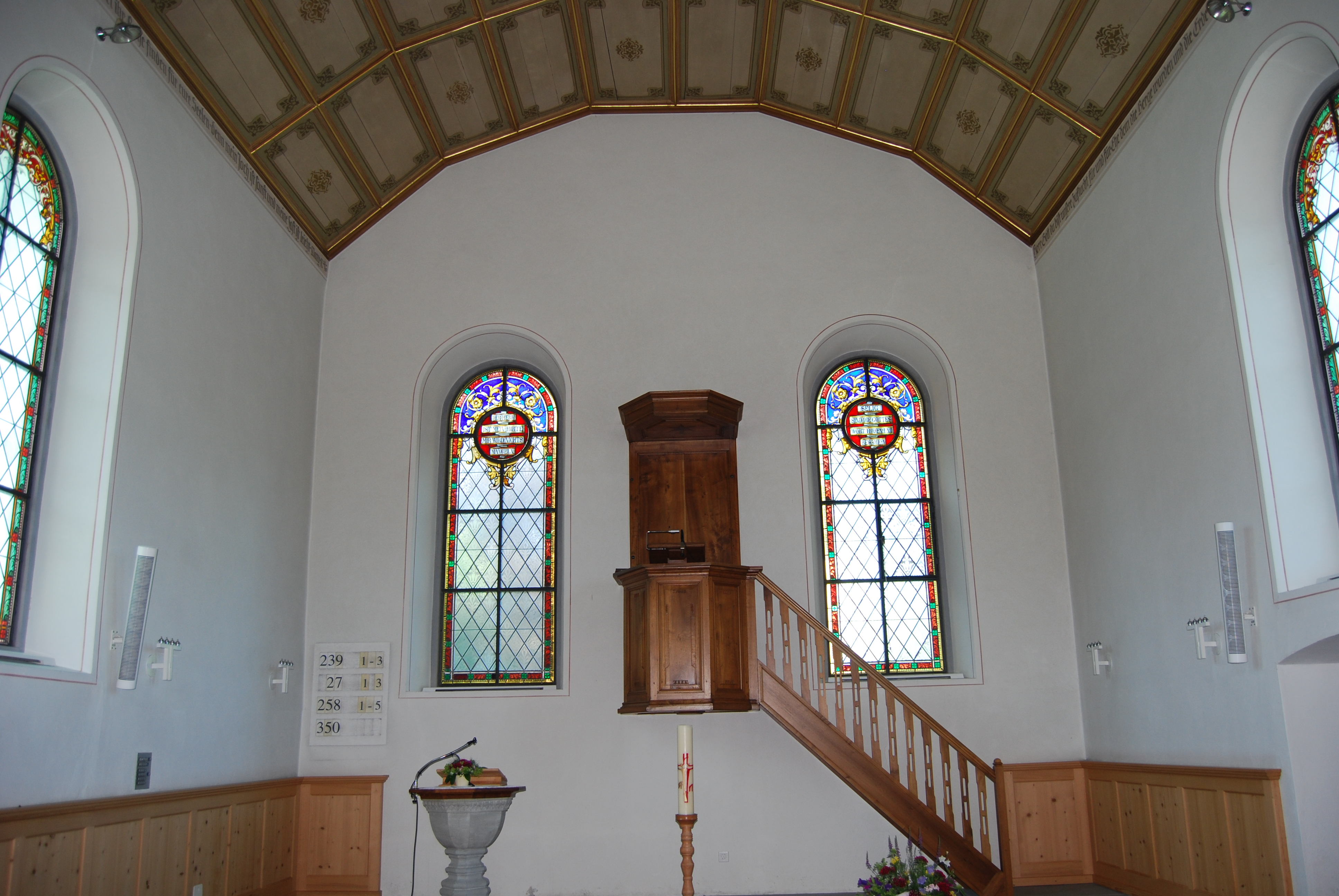
Evangelische Kirche von innen
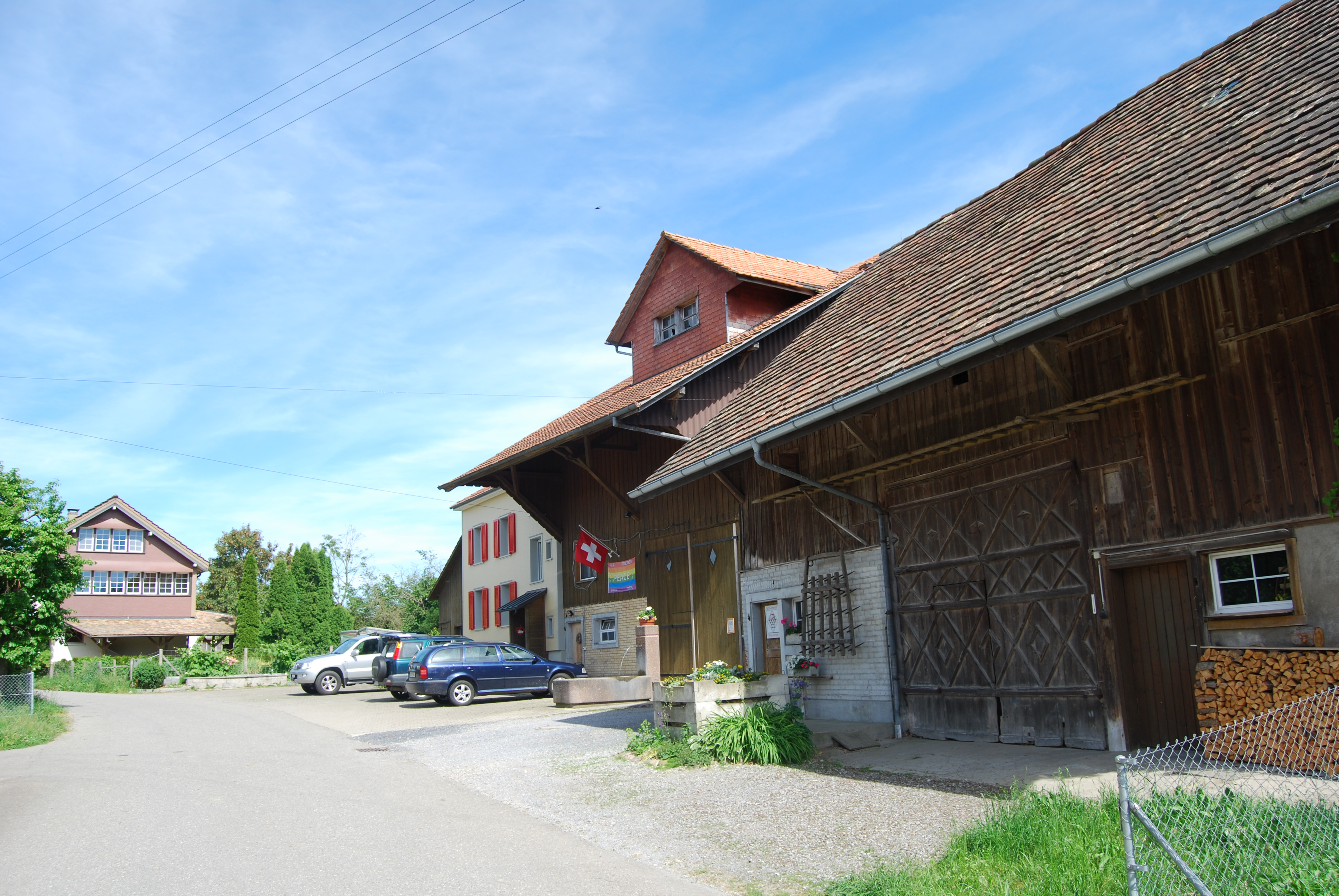
Oberhausen
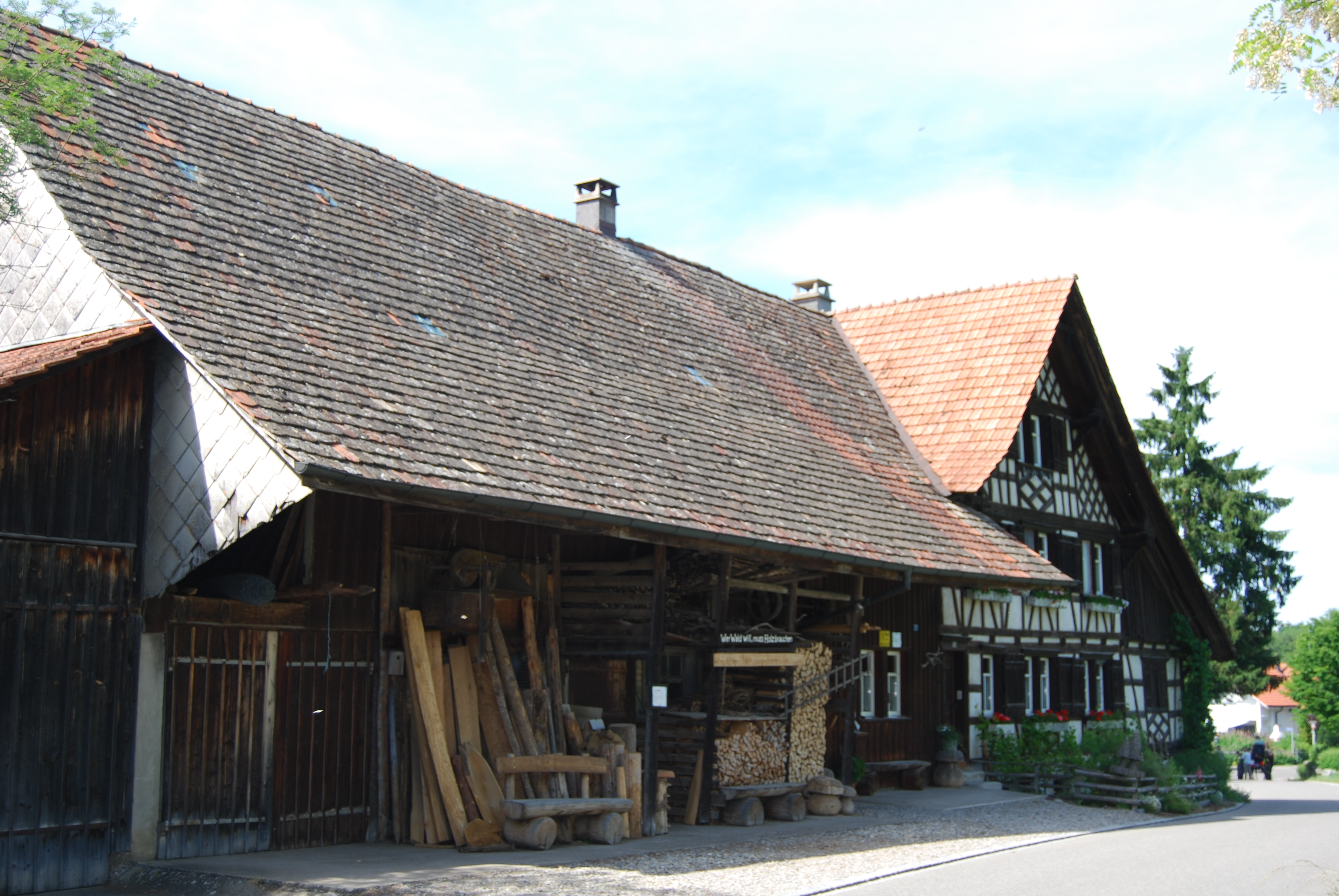
Fachwerkhaus in Braunau
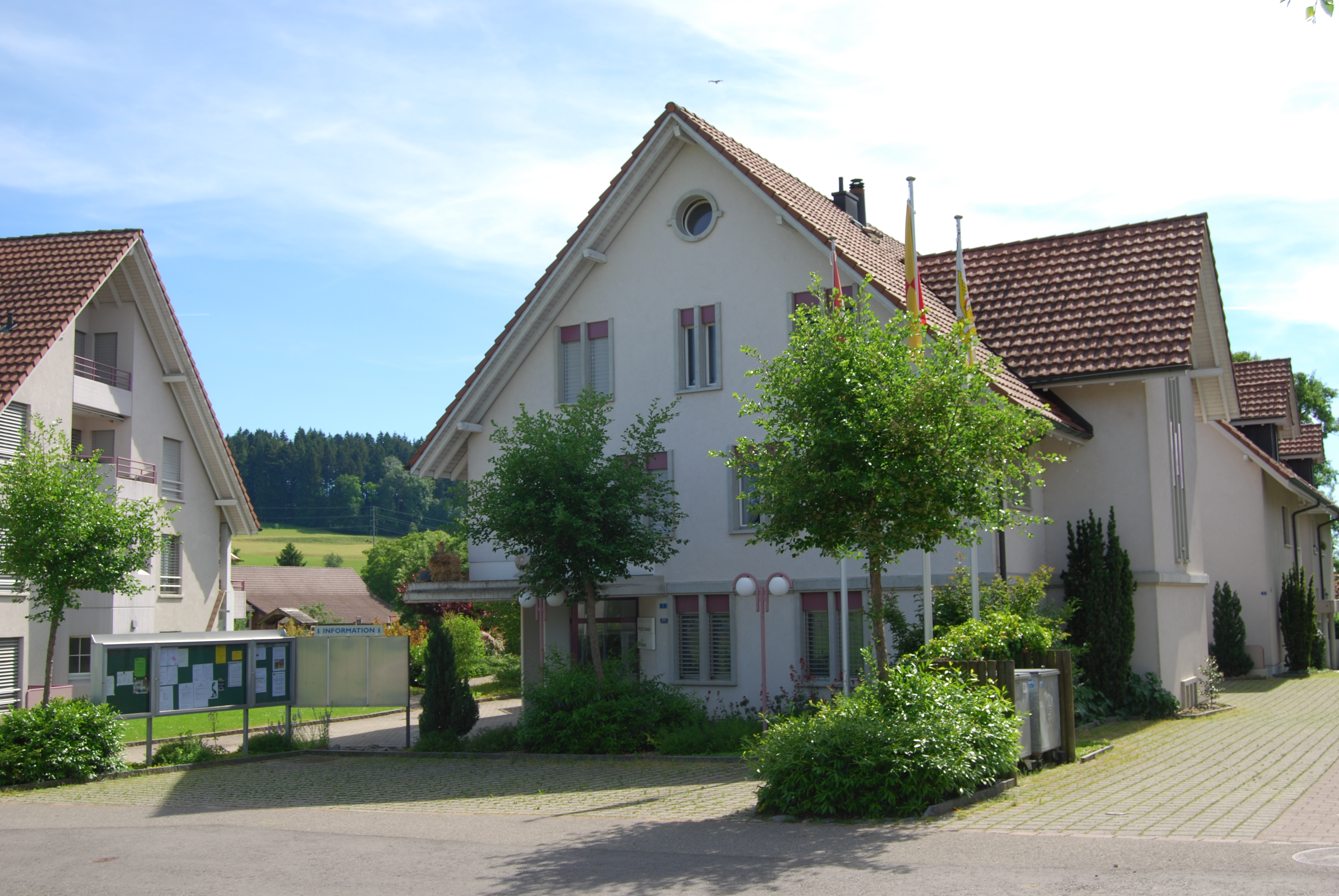
Gemeindehaus
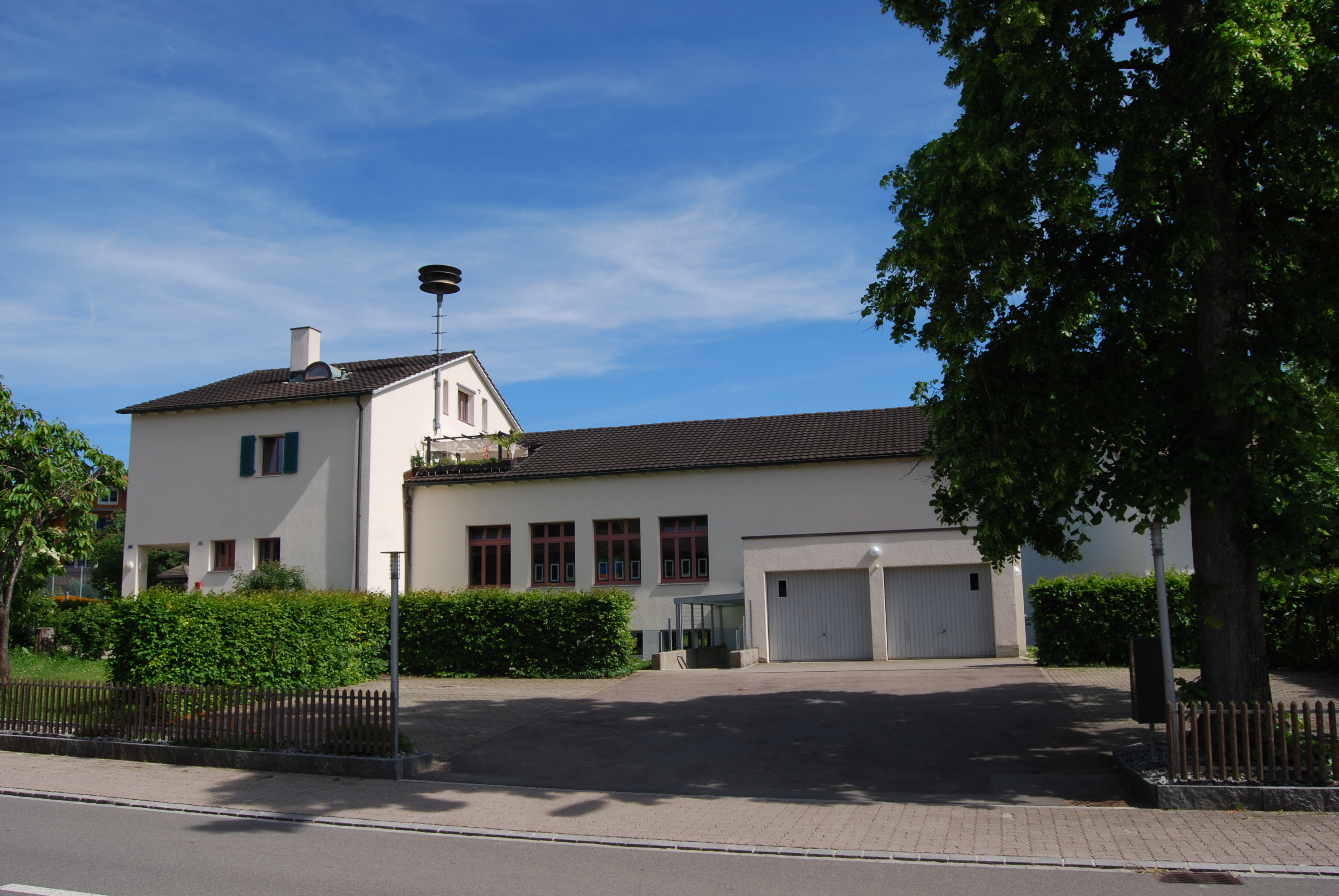
Schulhaus